# Euralens
Euralens est une structure de développement territorial du nord de la France, qui couvre un ensemble urbain de près de 650 000 habitants. Outre les villes de Lens, Béthune ou Hénin-Beaumont, son périmètre d'action principal comprend 150 communes, 8 pôles d’excellence et près de 20 000 établissements.
De gouvernance associative, elle accompagne et coorganise les transformations urbaine, économique, écologique, sociale et culturelle de ce territoire, en rassemblant des initiatives innovantes, en particulier celles nées de l'implantation du Louvre à Lens.
Son fondateur est Daniel Percheron, qui en a été le président de 2009 à 2015. Son successeur est Sylvain Robert, par ailleurs maire de Lens et président de la Communauté d'agglomération de Lens Liévin.
Après avoir été missionné en 2015 pour créer le Pôle métropolitain de l'Artois, nouveau syndicat mixte de coopération entre les trois communautés agglomérations de Lens-Liévin, Hénin-Carvin, Béthune-Bruay, l'association Euralens y a été intégrée le 1er janvier 2022.   

## Historique
S'inspirant de modèles européens de reconversion par la culture, comme Emscher Park dans la Ruhr, la rénovation urbaine de Bilbao avec le musée Guggenheim ou celle de Liverpool avec la Tate Gallery, les acteurs de la vie politique, économique et culturelle de la région Nord-Pas de Calais créent l'association Euralens le 30 janvier 2009.
Le 4 décembre 2009 est posée la première pierre du Louvre-Lens, qui est inauguré 3 ans plus tard jour pour jour.
Le 30 juin 2012, le territoire concerné par la dynamique Euralens dans sa partie occidentale (l’ouest du Bassin minier du Nord-Pas de Calais) est inscrit sur la Liste du patrimoine mondial de l’UNESCO.

## Périmètres d'Euralens

### Périmètre historique
Le Louvre-Lens constitue l’épicentre d'Euralens. Créée en 2009, les premières actions de l'association se concentrent sur les
abords immédiats du musée. Le Plan directeur Euralens centralité, sous la maîtrise d’œuvre de Michel Desvigne et Christian de Portzamparc, trace les grandes lignes de l’aménagement
urbain et paysager du périmètre de Lens-Liévin-Loos en Gohelle.

### Périmètre d'action prioritaire
Le cœur d’action d’Euralens correspond aujourd'hui à l'ouest du Bassin minier du Nord-Pas-de-Calais, territoire inscrit au Patrimoine mondial de l’UNESCO. Il réunit les intercommunalités partenaires : Lens-Liévin, Hénin-Carvin et Béthune-Bruay. Ce périmètre d'environ 760 km² concerne une population de près de 600 000 habitants. C'est à cette échelle que sont menées la plupart des actions d'Euralens, comme la préfiguration d'un Pôle métropolitain de l'Artois ou encore la "Chaîne des parcs", un schéma d'aménagement paysager réalisé sous la maîtrise d'œuvre de Michel Desvigne qui met en valeur des spécificités du paysage minier (terrils, cheminements, canaux…)

### Périmètre de coopération ou périmètre élargi
Un troisième périmètre se dégage lorsqu'on associe à ce cœur d'action les
territoires membres d'Euralens, à savoir la Communauté d’agglomération du Douaisis et la Communauté urbaine d’Arras. Comptant près de 850 000 habitants, ce
périmètre de coopération permet la mise en réseau des projets d'excellence du
territoire. Tout projet situé dans cette zone peut être candidat au label
Euralens.